# Mac OS Classic
Mac OS (originalmente System Software; retrónimo: Classic Mac OS) es la serie de sistemas operativos desarrollados para la familia de computadoras Macintosh por Apple Computer, Inc. de 1984 a 2001, comenzando con System 1 y terminando con Mac OS 9. Al sistema operativo Macintosh se le atribuye haber popularizado el concepto de interfaz gráfica de usuario.
Se incluyó con todos los Macintosh que se vendieron durante la época en que se desarrolló y muchas actualizaciones del software del sistema se realizaron junto con la introducción de nuevos sistemas Macintosh.
Mac OS ha sido pre-instalado en casi todos los computadores Macintosh vendidos. El sistema operativo también se vendía en forma separada en las tiendas de Apple y en línea. El Mac OS original estaba basado parcialmente en el Lisa OS, previamente comercializado por Apple para la computadora Lisa en 1983 y, como parte de un acuerdo que permitía a Xerox comprar acciones de Apple a un precio favorable, también usaba conceptos del Xerox Alto, el cual Steve Jobs y otros miembros del equipo Macintosh habían visto.

## Inicios

### Desarrollo
El proyecto de Macintosh arrancó a principios de 1979 con Jef Raskin, quien visionó un computador de bajo precio y fácil de usar para el cliente promedio. En septiembre de 1979, se le dio permiso a Raskin para realizar las contrataciones para el proyecto y estaba buscando, en particular, un ingeniero que pudiera construir un prototipo. Bill Atkinson, un miembro del equipo desarrollador del computador Apple Lisa, le presentó a Burrell Smith, un técnico del servicio que había sido contratado a principios de ese año.[cita requerida]
En enero de 1981, Steve Jobs se hizo cargo del proyecto Macintosh completo. Jobs y varios ingenieros de Apple visitaron el centro de investigación Xerox PARC en diciembre de 1979, tres meses después que se iniciaran los proyectos de Lisa y Macintosh. Después de ver la tecnología pionera de interfaz gráfica de usuario desarrollada en Xerox PARC por antiguos empleados de Xerox, Steve Jobs negoció una visita para ver el computador Xerox Alto y las herramientas de desarrollo a cambio de una opción sobre las acciones de Apple. Los sistemas operativos de Lisa y Macintosh usaron muchos conceptos del computador Xerox Alto, pero muchos elementos de la interfaz gráfica del usuario fueron creados por Apple, incluyendo la barra de menús, los menús desplegables, los conceptos de arrastrar y soltar y manipulación directa.
Al contrario que el computador IBM PC, el cual usaba una ROM de sistema de 8 kB para el POST (auto diagnóstico al encender) y un sistema básico de entrada/salida (BIOS), la ROM de la Mac era mucho más grande (64 kB) y guardaba código clave del SO. Buena parte de la ROM Mac original fue codificada por Andy Hertzfeld, un miembro del equipo original de Macintosh. Él fue capaz de ahorrar valioso espacio en la ROM intercalando código en lenguaje ensamblador. Además de codificar la ROM, también codificó el núcleo, el Macintosh Toolbox y parte de los accesorios del escritorio. Los íconos del sistema operativo, los cuales representan carpetas y aplicaciones, fueron diseñados por Susan Kare, quien más tarde diseñaría los íconos del Microsoft Windows 3.0. Bruce Horn y Steve Capps escribieron el Macintosh Finder así como también varias utilidades del sistema Macintosh. 
Apple hizo una campaña publicitaria muy importante para su máquina renovada. Luego de su creación, la compañía compró 39 páginas completas de espacio publicitario en la revista Newsweek, ediciones de noviembre y diciembre de 1984. Apple fue tan exitoso en la campaña, que pronto eclipsó las ventas de su predecesor más sofisticado, el Lisa, tanto que Apple desarrolló rápidamente un producto llamado MacWorks que permitió al Lisa de emular el software del sistema Macintosh a través del System 3, momento en el que fue discontinuado y comercializado con la marca Macintosh XL. Muchos de los avances del SO del Lisa no aparecerían en el sistema operativo hasta el System 7.

### Lanzamiento
La primera versión del Mac OS (llamado simplemente System, "Sistema") es fácilmente distinguible de los otros sistemas operativos del mismo periodo debido a que no usa una interfaz de línea de comandos; fue uno de los primeros sistemas operativos en usar completamente una interfaz gráfica de usuario. Adicionalmente al núcleo del sistema está el Finder, una aplicación usada para administrar archivos, la cual también mostraba el escritorio. Los dos archivos estaban contenidos en una carpeta etiquetada como System Folder ("carpeta del sistema"), la cual contenía otros archivos necesarios, como el controlador de la impresora, necesarios para interactuar con el System.

## System 1, 2, 3 y 4
Estas ediciones sólo podían correr una aplicación por vez, aunque aplicaciones especiales como Servant, MultiMac, o Switcher (descrito en MultiFinder) podían evitar esto en cierta medida. Los System 1.0, 1.1 y 2.0 usaban un sistema de archivos con un solo nivel de directorios, llamado Macintosh File System (MFS); su soporte para carpetas (subdirectorios) era incompleto. El System 2.0 agregó soporte para AppleTalk para usar la recientemente introducida LaserWriter. El System 2.1 (Finder 5.0) implementaba el HFS (Hierarchical File System, o sistema de archivos jerárquicos) que tenía directorios reales. Esta versión era específica para el Hard Disk 20 y sólo implementaba el HFS en la RAM, el arranque y muchos de los disquetes mantuvieron el volumen MFS de 400K. El System 3.0 fue introducido con el Mac Plus, implementando oficialmente el HFS y las unidades de arranque de 800K, agregando soporte para varias tecnologías nuevas como el SCSI y el AppleShare, y el Trash (papelera) «inflable» (p.e., cuando la papelera contiene archivos, adopta una apariencia hinchada). System 4.0 venía con el Mac SE y el Macintosh II, los cuales requerían soporte adicional para los primeros zócalos de expansión, el Apple Desktop Bus (ADB), discos rígidos internos en el Mac II, color, monitores grandes y el primer procesador Motorola 68020.
Los cambios en los primeros sistemas operativos de Macintosh se ven mejor en el número de versión del Macintosh Finder, donde los principales saltos están en 1.x, 4.x, 5.x, y 6.x.
| Lanzamiento del System Software | Versión del System  | Fecha de lanzamiento                | Versión del Finder | Versión del LaserWriter | Información                                                                                               |
| ------------------------------- | ------------------- | ----------------------------------- | ------------------ | ----------------------- | --- |
| Mac System Software             | 1.0 (.97)           | 24 de enero de 1984[cita requerida] | 1.0                |                         | Lanzamiento inicial                                                                                       |
| Mac System Software (0.1)       | 1.1[cita requerida] | 5 de mayo de 1984[cita requerida]   | 1.1g               |                         | Lanzamiento de mantenimiento, Agregado Mountain scene, About box, Clean Up Command                        |
| Mac System Software (0.3 & 0.5) | 2.0                 | Abril de 1985                       | 4.1                |                         | Actualización del Finder                                                                                  |
| System software                 | 2.1                 | Septiembre de 1985                  | 5.0                |                         | Lanzamiento para soportar el Hard Disk 20                                                                 |
| Mac System Software (0.7)       | 3.0                 | Enero de 1986[cita requerida]       | 5.1                | 1.1[cita requerida]     | Introducido con el Mac Plus[cita requerida]                                                               |
| System Software 1.0             | 3.1                 | Febrero de 1986[cita requerida]     | 5.2                | 1.1                     | |
| System Software 1.1             | 3.2                 | Junio de 1986                       | 5.3                | 3.1                     | Corregidos problemas con pérdidas de datos, "cuelgues" del sistema; actualiza el Chooser y el Calculator. |
| System Software 2.0             | 3.3                 | Enero de 1987                       | 5.4                | 3.1                     | Lanzamiento para el Macintosh II y SE                                                                     |
| System software                 | 3.4                 |                                     | 6.1                |                         | Lanzamiento con soporte para el Macintosh 512Ke AppleShare 2.0                                            |
| System Software 2.01            | 4.0                 | Marzo de 1987[cita requerida]       | 5.4                | 3.3                     | Se introduce el AppleShare[cita requerida]                                                                |
| System Software 2.01            | 4.1                 | Abril de 1987[cita requerida]       | 5.5                | 4.0                     | Versión de mantenimiento del System Software. Actualiza el driver de LaserWriter                          |

## System Software 5
System Software 5 (también conocido simplemente como System 5) agregó MultiFinder, una extensión que permitía al sistema correr varios programas al mismo tiempo. El sistema usaba el modelo de multitarea cooperativa, en el sentido de que daba tiempo a las aplicaciones en segundo plano sólo cuando la aplicación que se ejecuta daba el control. Un cambio inteligente en las funciones del sistema fue que las aplicaciones que eran llamadas para atender eventos hacían que las aplicaciones existentes compartieran el tiempo automáticamente. Los usuarios podían optar por no usar el MultiFinder, y por lo tanto fijarlo con una sola aplicación por vez, como era en las versiones anteriores del system software.
System Software 5 fue el primer sistema operativo de Macintosh en tener número de versión unificada del "Macintosh System Software", al contrario que los número usados para el System y el Finder.
System Software 5 estuvo disponible por corto tiempo y sólo en algunos países, entre ellos Estados Unidos, Europa y Canadá.
| Lanzamiento del System Software | Versión del System | Fecha de lanzamiento | Versión del Finder | Versión del MultiFinder | Versión del LaserWriter | Información de la versión                                                     |
| ------------------------------- | ------------------ | -------------------- | ------------------ | ----------------------- | ----------------------- | ----------------------------------------------------------------------------- |
| 5.0                             | 4.2                | october 1987         | 6.0                | 1.0                     | 5.0                     | Lanzamiento inicial                                                           |
| 5.1                             | 4.3                | circa 1988           | 6.0                | 1.0                     | 5.1                     | Actualización del driver de LaserWriter y nueva versión del Apple HD SC Setup |

## System Software 6
System Software 6 (también conocido simplemente como System 6) fue una versión consolidada del Mac OS, produciendo un sistema operativo completo, estable y de larga duración. Las dos mayores introducciones en el hardware requirieron soporte adicional en System 6, donde el procesador Motorola 68030 y el SuperDrive de 1,44 MB debutaron con el Macintosh IIx y el Macintosh SE/30. Más tarde incluyó soporte para las características de la primera laptop especializada, con la introducción de la Macintosh Portable. A partir del System 6, el Finder tendría un número de versión unificado, casi coincidiendo con el del System, aliviando mucha de la confusión causada por las considerables diferencias entre los System anteriores.
| Versión del System | Fecha de lanzamiento                             | Versión del Finder    | Versión del MultiFinder | Versión del LaserWriter | Información de la versión                                                       |
| ------------------ | ------------------------------------------------ | --------------------- | ----------------------- | ----------------------- | ------------------------------------------------------------------------------- |
| 6.0                | April, 1988[cita requerida]                      | 6.1                   | 6.0                     | 5.2                     | Versión inicial                                                                 |
| 6.0.1              | 19 de septiembre de 1988[cita requerida]         | 6.1.1                 | 6.0.1                   | 5.2                     | Editado para el Macintosh IIx (1988)                                            |
| 6.0.2              | Fines de 1988[cita requerida]                    | 6.1                   | 6.0.1                   | 5.2                     | Versión de mantenimiento                                                        |
| 6.0.3              | 7 de marzo de 1989[cita requerida]               | 6.1                   | 6.0.3                   | 5.2                     | Versión para el Macintosh IIcx (1989)                                           |
| 6.0.4              | 20 de septiembre de 1989[cita requerida]         | 6.1.4                 | 6.0.4                   | 5.2                     | Versión para el Macintosh Portable y el IIci (1989)                             |
| 6.0.5              | 19 de marzo de 1990[cita requerida]              | 6.1.5                 | 6.0.5                   | 5.2                     | Versión para el Macintosh IIfx (1990)                                           |
| 6.0.6              | 15 de octubre de 1990[cita requerida]            | 6.1.6                 | 6.0.6                   | 5.2                     | No editado debido a un "bug" en el AppleTalk                                    |
| 6.0.7              | 16 de octubre de 1990[cita requerida]            | 6.1.7                 | 6.0.7                   | 5.2                     | Lanzamiento oficial para los Macintosh LC, IIsi y Classic (1990)                |
| 6.0.8              | abril de 1991[cita requerida]                    | 6.1.8                 | 6.0.8                   | 7.0                     | Actualización del software de impresión para que coincida con el del System 7.0 |
| 6.0.8L             | Fines de 1991/principios de 1992[cita requerida] | 6.1.8[cita requerida] | 6.0.8[cita requerida]   | 7.0[cita requerida]     | Versión limitada de mantenimiento                                               |

## System 7
El 13 de mayo de 1991 fue lanzado System 7. Fue la segunda mayor actualización de Mac OS, agregando una reforma significativa a la interfaz gráfica de usuario, nuevas aplicaciones, mejoras en la estabilidad y muchas características nuevas. Su introducción coincidió con el lanzamiento y el soporte de la línea Macintosh con 68040.
Tal vez la característica más significativa de System 7 sea el soporte para intercambio de página, el cual previamente estaba sólo disponible como un agregado de terceras compañías. Junto a esto estaba el traslado del direccionamiento de la memoria a 32 bit, necesario para las crecientes cantidades de memoria RAM disponible para la CPU Motorola 68030. Versiones anteriores de Mac OS usaban los 24 bits bajos para direccionameinto, y los 8 bits altos para banderas o indicadores. Esta era una solución efectiva en los primeros modelos de Macintosh con cantidades relativamente limitadas de RAM, pero luego se volvió una desventaja. Apple describía el código que usaba direccionamiento de 24 + 8 bit como "no de 32-bit limpio", y muchas aplicaciones se colgaban o bloqueaban cuando el usuario habilitaba el direccionamiento de 32 bits. La Mac original usaba la CPU Motorola 68000 que sólo podía direccionar 16 MB de memoria, y 24 bits era suficiente para manejar todo ese espacio. Esta era una limitación del hardware, y no una falla en el diseño del software. Las CPUs 68020/68030/68040 tenían bus de direcciones de 32 bit y podían manejar hasta 4 GB de memoria física. Apple se pasó a la CPU 68030 para poder manejar memorias mayores a 16 MB, por lo tanto, fue necesario implementar una transición de la ROM y del software a código de 32 bit limpio.
Una característica notable del System 7 fue la multitarea cooperativa integrada al sistema. En System Software 6, esta característica era opcional a través del MultiFinder. System 7 también introdujo los alias, similar a los accesos directos que se introdujeron en las versiones posteriores de Microsoft Windows. Las extensiones de System estaban mejoradas, siendo trasladadas a sus propias subcarpetas; una subcarpeta en el System Folder también era creada desde el panel de control. En el System 7.5, Apple incluyó el Extensions Manager (administración de extensiones), un programa que anteriormente estaba disponible sólo de terceras partes y que simplificaba el proceso de habilitar y deshabilitar las extensiones.
El menú Apple, que en System 6 sólo contenía los accesorios del escritorio, se hizo más de propósito general: el usuario ahora podía colocar en una subcarpeta «Apple Menu Items» del System Folder los alias de las aplicaciones o carpetas más usadas, o cualquier cosa que el usuario quería que apareciera. AppleScript, un lenguaje script para automatizar tareas, también fue introducido con el System 7. QuickDraw de 32-bit, con soporte para las llamadas imágenes de «color verdadero» (true color), también se incluyó como estándar; previamente era una extensión de sistema. También se introdujo las fuentes TrueType, una tipografía vectorial estándar.
La papelera (Trash), bajo System 6 y anteriores, se vaciaba por sí misma automáticamente cuando se apagaba la computadora o, si el MultiFinder no estaba corriendo, cuando se lanzaba una aplicación. System 7 reimplementaba la papelera como una carpeta especial oculta, que permitía mantener los archivos entre re-inicios del sistema hasta que el usuario deliberadamente ejecutaba el comando «Vaciar la Papelera».
System 7.1 fue principalmente una versión para corregir errores, con características menores agregadas. System 7.1 no sólo fue el primer sistema operativo en costar dinero (las versiones previas eran gratuitas o vendidas al precio de los disquetes), sino también en recibir un hermano «Pro» con características extra. System 7.1.2 fue el primero en soportar Macs basadas en PowerPC. System 7.1 también introdujo a System Enablers («habilitadores del sistema») como un método para soportar nuevos modelos sin actualizar los archivos del System en uso. Esto agregó archivos extras (uno por cada modelo nuevo) en la carpeta del sistema que algunos usuarios consideraban desagradable.
System 7.5 introdujo un gran número de agregados de «alto nivel», que algunos consideraban que podrían haber estado mejor pensados.[cita requerida] Muchas de las nuevas características se basaban en aplicaciones shareware que Apple compró e incluyó en el nuevo sistema. En las nuevas máquinas PowerPC, el System 7.5 estaba plagado de problemas de estabilidad debido parcialmente a un nuevo administrador de memoria (el cual podía desactivarse), y al pobre manejo de errores del SO en el código PowerPC (todas los mapas de excepciones del PowerPC eran de Tipo 11). Estos problemas no afectaban a las máquinas con arquitectura 68.000.

### Mac OS 7.6
Mejora la estabilidad de Mac OS 7.6 en las Mac con PowerPC, el cual dejó el apodo «System» por un nombre más apropiado a la mercadotecnia para poder otorgar licencias en un mercado de clones de Macintosh de otros fabricantes. Mac OS 7.6 requería una CPU 68030 y ROM de 32 bits limpia, y discontinuaba el soporte para muchas de las primeras Macs, incluyendo la Mac Plus y la Mac II.

### Cronología de las versiones
- System 7.0 (con MultiFinder integrado siempre activo)
- System 7.0.1 (introducido con las series LC II y Quadra)
- System 7 Tuner (actualización para el 7.0 y el 7.0.1)
- System 7.1
- System 7.1 Pro (versión 7.1.1, combinado con PowerTalk, Speech Manager y Macintalk, Thread Manager)
- System 7.1.2 (primera versión para Macs equipadas con un procesador PowerPC)
- System 7.1.2P (solo para las Performa/LC/Quadra 630, rápidamente reemplazado por el 7.5)
- System 7.5
- System 7.5.1 (System 7.5 Actualización 1.0. Primer sistema operativo de Macintosh en llamarse "Mac OS")
- System 7.5.2 (primera versión para Power Macs que usaba placas de expansión PCI, solo para las Power Macs y PowerBooks 5300 y la Duo 2300)
- System 7.5.3 (System 7.5 Actualización 2.0)
- System 7.5.3L (solo para clones de Mac)
- System 7.5.3 Revisión 2
- System 7.5.3 Revisión 2.1 (solo para Performa 6400/180 y 6400/200)
- System 7.5.4, lanzado muy rápidamente y descatalogado a las pocas horas. Reemplazado por el 7.5.5
- System 7.5.5 El último en soportar Macs son 32 bits limpios, incluyendo a todas las Macs con CPU menores al 68030.
- Mac OS 7.6 (nombre formalmente cambiado debido al programa experimental de clones, a pesar que System 7.5.1 y posteriores usaban el nombre "Mac OS" en la pantalla de bienvenida)
- Mac OS 7.6.1 Introdujo un manejo de error apropiado para PowerPC.

Las Performa usaban su propio y exclusivo sistema operativo antes que se fusionara con el System 7.5.
- System 7.0.1P
- System 7.1P
- System 7.1P1
- System 7.1P2
- System 7.1P3 (última versión con nuevas características)
- System 7.1P4
- System 7.1P5
- System 7.1P6

## Mac OS 8
Mac OS 8 fue lanzado el 26 de julio de 1997, poco después que Steve Jobs regresara a la compañía. Se lanzó principalmente para mantener avanzando a Mac OS en un momento difícil para Apple. Originalmente planeado como Mac OS 7.7, fue renumerado como "8" para aprovechar una laguna legal y cumplir con la meta de Jobs de terminar con las licencias de terceros fabricantes para System 7 y eliminar el mercado de clones Macintosh.[cita requerida] El 8.0 agregaba varias características del proyecto cancelado Copland, mientras que el sistema operativo básico quedaba sin cambios. Se incluyó un Finder multihilos, permitiendo una mejor multitarea. La GUI fue cambiada en apariencia con un nuevo aspecto de sombreado en escala de grises llamado Platinum, y se agregó la posibilidad de cambiar los temas de apariencia (también llamados Skins) al panel de control. Esta capacidad fue proporcionada por una nueva capa API de apariencia, uno de los pocos cambios importantes en el sistema operativo.
Apple vendió 1,2 millones de copias de Mac OS 8 en las primeras dos semanas de estar disponible, y 3 millones en los primeros seis meses. A la luz de las dificultades financieras de Apple en ese momento, hubo un gran movimiento de base entre los usuarios de Mac para actualizar y "ayudar a salvar a Apple". Incluso algunos grupos de piratas se negaron a redistribuir el sistema operativo.[cita requerida]
Mac OS 8.1 vio la introducción de una versión mejorada del Hierarchical File System llamado HFS Plus, el cual solucionaba muchas de las limitaciones de los primeros sistemas (HFS Plus continúa en uso en Mac OS X). Hubo otros cambios en la interfaz, como la separación de las funciones de red de la impresión (se eliminó Chooser) y algunas mejoras en la conmutación de tareas. Sin embargo, en los aspectos técnicos de base, Mac OS 8 no era muy diferente a System 7.
Mac OS 8.5 se centró en la velocidad y estabilidad, con muchísimo del viejo código 68k reemplazado por código nativo para PowerPC. También mejoró la apariencia del sistema, aunque la función de tematización se redujo a finales del desarrollo.
- Mac OS 8.0 (primera versión en requerir un procesador 68040, terminando con el soporte para la serie Macintosh II y otras Macs con procesador 68030, soporte para el procesador PowerPC G3)
- Mac OS 8.1 (última versión en correr en un procesador 68K, soporte para USB en la iMac, soporte para HFS+)
- Mac OS 8.5 (primera versión en correr sólo en procesadores PowerPC, soporte integrado Firewire en el PowerMac G3)
- Mac OS 8.5.1
- Mac OS 8.6 (incluía un nuevo nanokernel para mejorar el rendimiento, soporte para Multiprocessing Services 2.0, soporte para el procesador PowerPC G4)

## Mac OS 9
Mac OS 9 fue lanzado el 23 de octubre de 1999. Las primeras ediciones de Mac OS 9 fueron numeradas 8.7. El Mac OS 9 agregó soporte mejorado para la red inalámbrica AirPort. Introdujo una implementación temprana de soporte multi-usuario (aunque no se lo considera un sistema operativo multi-usuario para los estándares modernos). Una máquina de búsqueda mejorada Sherlock sumaba muchos nuevos complementos (plug-ins). Mac OS 9 también proveía una implementación y administración de memoria muy mejorada. AppleScript fue ampliado para poder controlar redes y TCP/IP. Mac OS 9 también fue el primero en usar a Apple Software Update ("Actualización de Software Apple") centralizado para encontrar e instalar actualizaciones del SO y del hardware. Otras características incluyen software de cifrado de archivos en tiempo real con tecnología de código de firma y Keychain, paquetes de Remote Networking and File Server y una lista mejorada de controladores USB.
Mac OS 9 también agregó algunas tecnologías de transición para ayudar a los desarrolladores de aplicaciones a adaptar algunas características de Mac OS X antes de introducir el nuevo SO al público, facilitando la transición. Estas incluían nuevas APIs para el archivo del sistema, la integración de la librería Carbon para poder enlazar las aplicaciones en lugar de las API tradicionales; las aplicaciones adaptadas de esta forma podían correr en forma nativa en Mac OS X. Otros cambios se hicieron en el Mac OS 9 para permitir que fuera arrancado en el "entorno clásico" dentro de Mac OS X. Esto es una capa de compatibilidad en Mac OS X (de hecho, una aplicación Mac OS X, originalmente con el nombre en código "blue box", "caja azul") que corre un sistema operativo completo Mac OS 9, permitiendo a las aplicaciones que no habían sido portadas al Carbon correr en Mac OS X. Esto era razonablemente transparente para el usuario, aunque las aplicaciones clásicas mantenían su apariencia original Mac OS 8/9 y no la apariencia "Aqua" de Mac OS X.
- Mac OS 9.0
- Mac OS 9.0.2
- Mac OS 9.0.3
- Mac OS 9.0.4
- Mac OS 9.1
- Mac OS 9.2
- Mac OS 9.2.1
- Mac OS 9.2.2

## Mac OS X
Mac OS X es la línea de sistemas operativos gráficos desarrollados, promocionados y vendidos por Apple Inc., sucediendo a Mac OS, que había sido el principal sistema operativo de Apple desde 1984. Al contrario que el anterior sistema operativo de Macintosh, Mac OS X es un SO basado en Unix construido con tecnología desarrollada en NeXT en la segunda mitad de la década de 1980 hasta principios de 1997, cuando Apple compró la compañía.
El nombre Mac OS X proviene de X que es el número romano de 10, es decir, es el Mac OS 10. La primera versión fue Mac OS X Server 1.0 en 1999, que mantenía mucha de la apariencia «platinum» del anterior SO de Mac e incluso se parecía a OPENSTEP en algunas partes. La versión orientada a escritorio, Mac OS X 10.0, le siguió en marzo de 2001 con la nueva interfaz de usuario "Aqua". Desde entonces, han aparecido otras veinte versiones distintas para usuarios finales ("end-user") y servidores ("server"), la más reciente es Mac OS X 14.0. Las versiones antiguas de Mac OS X tienen nombres de grandes felinos. Por ejemplo, Apple llama a Mac OS X 10.5 "Leopard" (Leopardo) mientras que la versión previa fue llamada "Tiger" (Tigre). Las últimas versiones de Mac OS X tienen nombres de lugares de California. La última versión de Mac OS X es macOS Sonoma, desde que se cambió el nombre a macOS.
Versiones del Mac OS X:
- Mac OS X 10.0 (Cheetah)
- Mac OS X 10.1 (Puma)
- Mac OS X 10.2 (Jaguar)
- Mac OS X 10.3 (Panther)
- Mac OS X 10.4 (Tiger)
- Mac OS X 10.5 (Leopard)
- Mac OS X 10.6 (Snow Leopard)
- Mac OS X 10.7 (Lion)
- Mac OS X 10.8 (Mountain Lion)
- Mac OS X 10.9 (Mavericks)
- Mac OS X 10.10 (Yosemite)
- Mac OS X 10.11 (El Capitán)
- MacOS 10.12 (Sierra)
- MacOS 10.13 (High Sierra)
- MacOS 10.14 (Mojave)
- MacOS 10.15 (Catalina)
- MacOS 11.0 (Big Sur)
- MacOS 12.0 (Monterrey)
- MacOS 13.0 (Ventura)
- MacOS 14.0 (Sonoma)
- MacOS 15.0 (Sequoia)

### Fuente
- Esta obra contiene una traducción  derivada de «History of Mac OS» de Wikipedia en inglés, publicada por sus editores bajo la Licencia de documentación libre de GNU y la Licencia Creative Commons Atribución-CompartirIgual 4.0 Internacional.

## Lectura adicional
- Linzmayer, Owen (2004). Apple Confidential 2.0. No Starch Press. pp. 284–288. ISBN 1-59327-010-0.